# Neckeropsis boiviniana
Neckeropsis boiviniana là một loài Rêu trong họ Neckeraceae. Loài này được (Müll. Hal. ex Besch.) Cardot miêu tả khoa học đầu tiên năm 1915.